# HMCS Algoma (1940)
HMCS Algoma (K127) (с англ. — «Его Величества Канадский Корабль «Алгома»») — корвет типа «Флауэр», служивший в Королевском военно-морском флоте Канады в годы Второй мировой войны. Назван в честь округа Алгома канадской провинции Онтарио. Нёс службу в составе Центральноокеанских конвойных сил. В 1945—1962 годах числился в составе Военно-морских сил Венесуэлы под названием «Конститусьон» (исп. ARV Constitución).

## Проект «Флауэр»

### Общее описание
Корветы типа «Флауэр», состоявшие на вооружении Королевского ВМФ Канады во время Второй мировой войны (такие, как «Алгома»), отличались от более ранних и традиционных корветов с вертикальным приводом гребного винта. Французы использовали наименование «корвет» для обозначения небольших боевых кораблей; некоторое время британский флот также использовал этот термин вплоть до 1877 года. В 1930-е годы в канун войны Уинстон Черчилль добился восстановления класса «корвет», предложив называть так малые корабли сопровождения, схожие с китобойными судами. Новому типу корветов было присвоено название «Флауэр»; корветам, как следовало из наименования этого типа, присваивали имена цветов.
Корветы, принятые на вооружение Королевским военно-морским флотом Канады, были названы преимущественно в честь канадских городков, жители которых участвовали в строительстве кораблей. Эту идею отстаивал адмирал Перси Уокер Неллз. Компании, финансировавшие строительство, как правило, были связаны с населенными пунктами, в честь которых был назван каждый корвет. Корветы британского флота занимались сопровождением в открытом море, корветы канадского флота — береговой охраной (играя преимущественно вспомогательную роль) и разминированием. Позже канадские корветы были доработаны так, чтобы нести службу и в открытом море.

### Технические характеристики
Корветы типа «Флауэр» имели следующие главные размерения: длина — 62,5 м, ширина — 10 м, осадка — 3,5 м. Водоизмещение составляло 950 т. Основу энергетической установки составляла 4-тактная паровая машина тройного расширения и два котла мощностью 2750 л.с. (огнетрубные котлы Scotch у корветов программы 1939—1940 годов и водотрубные у корветов программы 1940—1941 годов). Тип «Флауэр» мог развивать скорость до 16 узлов, его автономность составляла 3500 морских миль при 12 узлах, а экипаж варьировался от 85 (программа 1939—1940 годов) до 95 человек (программа 1940—1941 годов).
Главным орудием корветов типа «Флауэр» было 102-мм морское орудие Mk IX. Зенитное вооружение состояло из спаренных 12,7-мм пулемётов Vickers и 7,7-мм пулемётов Lewis, позже заменённых на сдвоенные 20-мм пушки «Эрликон» и одиночные 40-мм орудия Mk VIII. В качестве противолодочного оружия использовались бомбосбрасыватели Mk II. Роль радиолокационного оборудования играли радары типа SW1C или 2C, которые по ходу войны были заменены на радары типа 271 для наземного и воздушного обнаружения, а также радары типа SW2C или 2CP для предупреждения о воздушной тревоге. В качестве сонаров использовались гидроакустические станции типа 123A, позже заменённые на типы 127 DV и 145.

## Строительство
«Алгома» заказана 1 февраля 1940 года в рамках программы строительства корветов типа «Флауэр» на 1939 и 1940 годы. Заложена 18 июня 1940 года компанией «Port Arthur Shipbuilding» в Порт-Артуре, Онтарио. Спущена на воду 17 декабря 1940 года и принята в состав КВМФ Канады 11 июля 1941 года в Монреале. 18 июля прибыла в Галифакс (Новая Шотландия), где и начала службу.

## Модернизация
В апреле 1944 года на корвете был удлинён полубак.

## Служба
«Алгома» несла службу в море до мая 1942 года, охраняя конвои. Дважды она отражала атаки на конвои ONS-67 и ONS-92. Числилась в Центральноокеанских конвойных силах (MOEF), эскортной группе A3, после заменена в группе корветами «Мэйфлауэр» и «Триллиум» и отправлена на ремонт. В июле 1942 года корвет вернулся на службу и вступил в состав Западных местных конвойных сил (WLEF). Участвовал в операции «Торч», сопровождал конвой SC-107, потерявший 15 кораблей.
Затем «Алгома» была передана командованию КВМС Великобритании и занялась сопровождением конвоев в Средиземном море. Позже вернулась в Атлантику как часть 1-х Западных вспомогательных сил и снова ушла в состав WLEF, а оттуда в Квебекские силы. Корабль совершил переход в Ливерпуль в составе эскортной группы C4 для ремонта, в мае 1944 года после ремонта вошёл в эскортную группу C5. «Алгома» совершила три плавания до перехода в 41-ю эскортную группу под Плимутским командованием КВМС Великобритании. До конца войны корвет патрулировал Ла-Манш.
6 июля 1945 года «Алгома» была исключена из списков флота и отправлена в Сидни (Новая Шотландия). Приобретена ВМС Венесуэлы в 1946 году, переименована в ARV Constitución (исп. Конституция). В 1962 году корвет был продан и окончательно разобран.

## Командиры
С момента принятия корвета «Алгома» в состав КВМФ Канады и до завершения боевых действий Второй мировой войны в Европе корветом командовали следующие офицеры:
| Воинское звание     | Имя командира           | Оригинал имени          | Начало службы   | Конец службы    |
| ------------------- | ----------------------- | ----------------------- | --------------- | --------------- |
| Лейтенант           | Джон Хардинг            | John Harding            | 26 мая 1941     | 30 августа 1943 |
| Лейтенант           | Джеймс Филип Фрейзер    | James Phillip Fraser    | 1 сентября      | 10 октября 1943 |
| Лейтенант-коммандер | Джон Хардинг            | John Harding            | 11 октября 1943 | 3 февраля 1944  |
| Лейтенант           | Эрнест Рой Хайман       | Ernest Roy Hyman        | 4 февраля 1944  | 4 апреля 1944   |
| Лейтенант           | Луис Фредерик Мур       | Louis Frederick Moore   | 5 апреля 1944   | 9 августа 1944  |
| Лейтенант           | Уилфред Дэйвенпорт      | Wilfred Davenport       | 10 августа 1944 | 24 августа 1944 |
| Лейтенант           | Джон Норрисон Финлейсон | John Norrison Finlayson | 25 августа 1945 | 6 июня 1945     |

## Комментарии
1. ↑  По другим данным — 11 июля 1941[16]
2. ↑  По другим данным — лейтенант-коммандер[16]
3. ↑  По другим данным, вместо него командовали лейтенант Э. Р. Хаммонд (англ. E. R. Hammond) с 17 по 26 марта 1944 года и лейтенант С. Б. Келли (англ. S. B. Kelly) с 27 марта по 5 апреля 1944 года[16]
4. ↑  По другим данным — 6 апреля 1944[16]
5. ↑  По другим данным — 6 июля 1944[16]